# Посуточная аренда апартаментов
Посуточная аренда апарта́ме́нтов — наём жилого помещения для кратковременного проживания. Эта услуга предназначена для путешественников, людей в командировке или отпуске. Являясь альтернативой гостиницам, посуточная аренда обычно предполагает самообслуживание жильцов (арендаторов). Услугу посуточной аренды апартаментов предоставляет: владелец апартаментов, арендатор апартаментов (субаренда), апарт-отель, квартель, хостел, мини-гостиница по типу bed and breakfast.

## Обстановка и удобства
Стандартная обстановка апартаментов обычно включает как минимум одно спальное место, шкаф, стол, кухню, туалет и ванную. Большинство апартаментов имеют кабельное ТВ, доступ в Интернет, кондиционер, плиту, холодильник, электрочайник, кофеварку, утюг, фен, посуду, постельное бельё. Апартаменты-люкс могут иметь несколько ванн, джакузи, домашний кинотеатр, коллекцию DVD, библиотеку,  бассейн и многое другое.

## Цены
Стоимость посуточной аренды апартаментов может зависеть от типа жилого помещения (например, замок, вилла, дом, коттедж, дача, квартира, пентхаус и др.), места расположения (например, исторический центр города, рядом с пляжем и пр.), вместительности (подразумевается максимальное количество спальных мест), этажа, ремонта, обстановки и удобств апартаментов, сезона, дня недели, национальных праздников, спортивных мероприятий, фестивалей.
Как следствие, стоимость посуточной аренды апартаментов может меняться.

## Бронирование апартаментов

### Бронирование апартаментов у владельца
Забронировать апартаменты можно связавшись с владельцем апартаментов по телефону, по электронной почте, через веб-сайт - собственный сайт владельца; а также через онлайн-сервис с услугой поиска апартаментов на сутки, где размещена информация про апартаменты, и есть возможность онлайн-бронирования. При бронировании апартаментов владелец и арендатор обмениваются необходимой информацией.

#### Необходимая информация для владельца
- Контактные данные арендаторов
- Дата, время заезда и выезда
- Количество человек
- Количество и возраст детей
- Наличие домашних животных
- Необходимость в месте для курения
- Вечеринка
- Необходимость трансфера жильцов.

#### Необходимая информация для арендатора
- Контактные данные владельца
- Дата, время заезда и выезда
- Месторасположение апартаментов
- Количество спальных мест
- Ремонт, обстановка, удобства апартаментов
- Правила проживания (например, возможность размещения с животными, проведения вечеринки и пр.)
- Условия бронирования
- Стоимость проживания
- Наличие и стоимость дополнительных услуг (например, пользование Интернетом, трансфер и др.)

### Способы оплаты
Забронировать апартаменты можно с помощью кредитных карт (Visa, MasterCard, Maestro), системы Webmoney и других систем или банковским платежом.

## Проблемы посуточной аренды апартаментов

### Достоверность рекламы
При выборе апартаментов по фотографиям нельзя достоверно и полностью узнать их текущее состояние, даже если предоставленные фотографии красивые и качественные. Прибыв на место можно обнаружить несоответствие между фотографиями и реальностью (например, протекают трубы, неисправный холодильник и пр.). Один из способов избежать этого - просматривать отзывы пользователей про конкретные апартаменты в сети Интернет (например, на онлайн-сервисах для поиска апартаментов на сутки), а также писать отзывы самостоятельно.

### Мошенничество
В случае мошенничества, злоумышленник выдаёт себя за владельца и рекламирует апартаменты, которые в действительности ему не принадлежат, с целью получить с арендаторов деньги. В результате, обманутые люди, заплатят за бронирование и/или отпуск, а приехав на место обнаружат, что апартаментов не существует или они заняты жильцами, которые договаривались с реальным владельцем апартаментов..

### Сохранность имущества
Владелец апартаментов заинтересован в сохранности своих апартаментов, включая ремонт, технику, мебель и пр. Известны случаи грабежа и вандализма.

### Устная договорённость
Владелец апартаментов рискует потерять потенциальный доход от аренды при устной договорённости (то есть без бронирования) с арендатором. Такая ситуация случается, если арендаторы, не предупреждают заранее владельца о том, что не приедут в указанный день.

## В мире
Посуточная аренда апартаментов очень популярна в Европе, а также в Испании, Франции, Греции и Турции. Во Франции апартаменты для аренды известны как gîte (фр. - коттедж), а в США как vacation rental (англ. - аренда). Аренда апартаментов на сутки доступна в большинстве штатов США и распространена в крупных туристических районах, таких как Флорида, Гавайи и Калифорния.

## Ограничения
В некоторых городах местные власти установили, что аренда апартаментов наносит ущерб гостиничной индустрии, и внесли в законодательство некоторые правила и ограничения. В США в Нью-Йорке, Чикаго и других городах ввели ограничения на короткий срок аренды.
В России нет запрета на посуточную аренду. Статья 671 Гражданского кодекса Российской Федерации и пункт 2 статьи 30 Жилищного кодекса Российской Федерации позволяют сдавать жилые помещения не ограничивая срок аренды. Однако Федеральным законом № 59-ФЗ от 15 апреля 2019 г. «О внесении изменений в статью 17 Жилищного кодекса Российской Федерации» с 01.10.2019 г. в жилых помещениях многоквартирных домов запрещено оказывать гостиничные услуги, которые часто сопутствуют посуточной аренде, - организация  питания, уборка помещений, смена постельного белья при длительном проживании и т.д.